# Benkara evenosa
Benkara evenosa là một loài thực vật có hoa trong họ Thiến thảo. Loài này được (Hutch.) Ridsdale mô tả khoa học đầu tiên năm 2008.